# Manic Street Preachers
A Manic Street Preachers egy walesi rockzenekar, mely az 1990-es években vált híressé. Ismertetőjük az intelligens, ironikus, politikával átitatott dalszövegek. Karrierjük kezdetén punk rock stílusban zenéltek, de glam punk, indie rock és leginkább alternatív rock kategóriába sorolhatnánk őket.
A zenekar első magyarországi koncertjét a Sziget Fesztiválon adta 2009. augusztus 15-én.

## A kezdetek
Az együttes 1986-ban alakult a walesi Blackwood-ban. Az alapító tagok:
- James Dean Bradfield (ének, szólógitár)
- Sean Moore (dob)
- Nicky Wire (gitár)
- Flicker (basszus)

Rövid idő után Flicker kivált az együttesből, helyette Nicky Wire vette át a basszusgitárt és a trióhoz csatlakozott gyerekkori barátjuk, Richey James Edwards(gitár). Az együttes eredeti neve Betty Blue lett volna (az azonos című film után), de Bradfield ötlete alapján a Manic Street Preachers mellett döntöttek. Debütáló lemezük megjelenése előtt kultuszegyüttessé váltak az Egyesült Királyságban. Ehhez jelentősen hozzájárultak a hangos, botrányos koncertek és különböző afférok. Richey Edwards egy interjú során szóváltásba keveredett Steve Lamacq újságíróval, aki az együttes autenticitását kérdőjelezte meg. Válaszul Edwards egy nála lévő pengével az alkarjába vágta a legendás „4 Real” szavakat. Akciója után azonnal kórházba szállították és 17 öltéssel varrták össze a karját.

## Generation Terrorists 1991 – The Holy Bible 1994
A debütáló lemez, a Generation Terrorists tükrözte a The Clash és a Sex Pistols dühös punk hatását. A zenekar ezt az imázst androgün vonásokkal, glam-elemekkel és ironikus intellektussal fűszerezte meg, ami szinte mindenütt biztosította a sikert, kivéve Amerikát.
A második, Gold against the Soul című album a stadionrockot grunge jelleggel vegyítette. A lemez a kilencedik pozíciót érte el a brit listán. A négyest kikiáltották a „legdepressziósabb együttesnek”. Ezt fokozta, hogy a két szövegíró (Wire, Edwards) közül Richey James Edwards egyre súlyosbodó alkoholproblémákkal és anorexiával küzdött, melyekhez hozzátartozott a folyamatos önsebzés is.
A következő album, a The Holy Bible jóval túlmutatott a kor zenei állásán. Az együttes jelentős imázsváltáson ment keresztül, a Bible-lal még agresszívabb, de immár militarista jellegű külsővel álltak színpadra. Ezt az albumot sokan Richey James Edwards életművének tartják, hiszen a lemezen szereplő dalok szövegeinek 75%-át írta. Hónapokkal lemez megjelenése után, 1995. február 1-jén Edwards elhagyta a londoni Embassy Hotelt, és nyom nélkül eltűnt. Kocsiját napokkal ezután találták meg az irataival a Severn-hídnál. Azóta senki nem tudja, mi történt vele, valószínűleg öngyilkos lett.
Tizenhárom évig az eltűntek nemzetközi listáján szerepelt, végül 2008 őszén hivatalosan is halottá nyilvánították.

## Everything must go 1996 – Lifeblood 2005
Edwards eltűnése után az együttes egyéves kényszerpihenőt tartott, majd Richey szüleivel való megegyezés után úgy döntöttek, trióként folytatják a munkát. 1996-ban kiadott Everything Must Go című lemezük meghozta az átütő sikert. Az albumon négy dalban még szerepelnek Edwards szövegei. Ezzel a lemezzel az együttes a legnívósabb zenei díjakat is besöpörte.
Az ezt követő lemez a This is my Truth tell me Yours az első Manics-album, melyen kizárólag a basszista Nicky Wire szövegei szerepelnek, és tartalmazza az együttes első #1 dalát, a spanyol polgárháborúról szóló „If you tolerate this your children will be next”-et is.
2001-ben ők voltak az első populáris együttes, akik Kubában játszottak és személyesen találkoztak Fidel Castróval, aki a koncertet így összegezte: „Hangosabbak voltatok, mint a háború!”.
A hatodik album, a Know your Enemy több elektronikus vonást hordoz az eddigi lemezekhez képest. Ezen szerepel az Ocean Spray című dal, amely kizárólag az énekes-gitáros, James Dean Bradfield munkája, mellyel a rákban meghalt édesanyjának állít emléket.
2002-ben kiadtak egy best of lemezt Forever Delayed címmel, amely két vadonatúj dalt is tartalmazott.
Egy nagyobb pihenő előtti legutolsó album a Lifeblood 2004 végén látott napvilágot és annak ellenére, hogy a rajongók körében sikert aratott, a kritikusok alulértékelték a lemezt.

## Send away the Tigers 2007
Kisebb pihenő után, és James Dean Bradfield, valamint Nicky Wire szólólemeze után az együttes újult erővel készítette el legújabb lemezét, a Send Away the Tigers-t. Az első kislemez, a Your love alone is not enough egy duett a Cardigans-os Nina Persson-nal. A lemez a brit lista második helyén debütált. Az együttes visszanyúl a Generation Terrorists korszakához, a dalok fülbemászóak, néhol nosztalgikusak, néhol dühösek és az albumon végig a kitörő gitárszólók dominálnak. A dalszövegek még ironikusabbak és megőrizték személyes, ugyanakkor politikai jellegüket. A lemezt "hidden track"-ként John Lennon Working Class Hero-jának feldolgozása zárja.

## Journal for Plague Lovers 2009
A zenekar Journal for Plague Lovers című lemeze 2009 májusában jelent meg. Az album összes trackjének szövegét az 1995-ben eltűnt Richey Edwards írta. A kész dalszövegeket a Richey által hátrahagyott napló tartalmazta. Ezt a lemezt tekinthetjük a Manics 1994-es The Holy Bible című remekművének folytatásaként is, habár Richey szövegei itt már letisztultabbak és megfontoltabbak, de itt is érződik Edwards mentális problémáinak és szenvedéseinek hatása. A lemezborítón látható kép (Stare) Jenny Saville művésznő munkája, aki a The Holy Bible borítóján lévő festményt készítette. Az album limitált deluxe kiadásban is napvilágot látott, melynek artwork-jeként Richey naplóját használták fel.

## Diszkográfia
- Generation Terrorists (1992) – #13
- Gold Against the Soul (1993) – #8
- The Holy Bible (1994) – #6
- Everything Must Go (1996) – #2
- This Is My Truth Tell Me Yours (1998) – #1
- Know Your Enemy (2001) – #2
- Lifeblood (2004) – #13
- Send Away the Tigers (2007) – #2
- Journal For Plague Lovers (2009)- #3
- Postcards From A Young Man (2010)- #3
- Rewind the Film (2013)
- Futurology (2014)
- Resistance Is Futile (2018)
- The Ultra Vivid Lament (2021)